# Bernt Holmboe
Bernt Michael Holmboe (født 23. marts 1795 i Vang i Valdres, død 28. marts 1850 i Kristiania) var en norsk matematiker, sønnesøn af Otto Holmboe, bror til Christopher Andreas Holmboe.
Holmboe blev student 1814, 1818 adjunkt og 1821 overlærer ved Kristiania Katedralskole. I 1826 blev Holmboe ansat ved universitetet som lektor (1834 professor) i ren matematik. Ved siden heraf var han lærer i samme fag ved den militære højskole fra 1826 til sin død. I 1842 deltog Holmboe i stiftelsen af Den norske Livrenteforening.
Holmboe har fortjeneste af at have skrevet gode lærebøger i den elementære matematik, hvilke brugtes i de højere skoler lige til omkring 1865. Men Holmboes største fortjeneste er den videnskabelige opdragelse, han gav sin elev Abel, og den pietet, hvormed han efter Abels død hegnede om dennes værk og minde ved sin udgivelse af Œuvres complètes de N. H. Abel (I—II, 1839).